# Парез малогомілкового нерва
Парез (параліч) малогомілкового нерва є паралічем загального малогомілкового нерва, що впливає на здатність пацієнта підняти ногу на рівні щиколотки. Парез малогомілкового нерва, як правило, призводить до нервово-м'язових порушень, пошкодження малогомілкового нерва, або звисаючої стопи, що можуть бути симптомами більш серйозних захворювань, таких як компресія нерва. Первинний параліч малогомілкового нерва асоційований з пошкодженням опорно-рухового апарату або виникає внаслідок ізольованого розтягнення нерву і стиснення. Причиною цього стану також можуть бути масивні ушкодження та метаболічні синдроми. Малогомілковий нерв найбільш часто вражається в ділянці коліна, та можливі враження в кульшовому суглобі чи щиколотці. Більшість досліджень повідомляє, що близько 30 % парезів малогомілкового нерва розвиваються внаслідок дислокації коліна.
Пошкодження малогомілкового нерва виникає коли коліно піддається різним стресам. Воно виникає при травмуванні задньо-зовнішньобокової частини коліна. Відносно тісне розташування біля голівки малогомілкової кістки, Щодо прив'язаний розташування навколо головки малогомілкової кістки, слабкої васкуляризації й епіневральні сполучні тканини є можливими факторами, які викликають пошкодження загального малогомілкового нерва. Варіанти лікування включають в себе як оперативний і неоперативний методи. Початкове лікування включає фізіотерапію і гомілковостопний ортез. Фізична терапія переважно спрямована на профілактику деформації за рахунок розтягування задньої капсули гомілковостопного суглоба. Спеціальний ортез або пов'язка носяться всередині черевика (так званий ортез для щиколотки ніг) тримають ногу в оптимальному положенні для ходьби. Ортез розтягує задні структури щиколотки. Фізична терапія може допомогти пацієнтам навчитися ходити зі звисаючою стопою.

## Ознаки і симптоми
Ознаки і симптоми парезу малогомілкового нерва мають відношення здебільшого до нижньої частини ніг і стопи, які полягають у наступному:
- Зниження чутливості, оніміння або поколювання в верхній частині стопи або на зовнішній частині верхньої або нижньої частини ноги
- Звисання стопи (неможливість тримати стопу прямо)
- Пальці ноги «волочаться» під час ходьби
- Слабкість щиколоток або стоп
- Відчуття поколювання
- Біль в гомілці
- Парестезії (гольчасті відчуття)
- Ляскаюча ходьба (під час ходьби кожен крок зумовлює ляскаючий шум)

Пацієнти можуть потребувати знеболюючі, щоб зняти біль. Інші ліки, що використовуються для зменшення болю, включають габапентин, карбамазепін, або трициклічні антидепресанти, такі як амітриптилін. Якщо це можливо, пацієнти повинні уникати або обмежувати використання ліків, щоб знизити ризик побічних ефектів. Якщо біль надто виражений, фахівець по болю може допомогти пацієнтам ознайомитися зі всіма варіантами для полегшення болю. Фізіотерапія може допомогти хворим підтримувати м'язову силу. Також, ортопедичні засоби можуть поліпшити здатність пацієнта ходити і запобігають контрактурам. Ортопедичні засоби можуть включати бандажі, пов'язки, ортопедичне взуття та інше.
Професійне консультування, акупунктура або подібні програми, можуть допомогти пацієнтам збільшити їх мобільність і незалежність.

## Причини
До факторів, що викликають парез малогомілкового нерва, відносяться пошкодження опорно-рухового апарату або враження малогомілкового нерва. Парез зазвичай виникає в зовнішній частині ноги і на верхівці стопи. Параліч може призвести до зниження м'язової сили для підняття ступні, повороту щиколотки назовні, і розставляння пальців ноги. Основною причиною паралічу є дислокація коліна. Іншими можливими факторами є метаболічні порушення нижньої частини коліна або дислокація стегна чи тазу. Пошкодження малогомілкових нервів руйнує мієлінову оболонку, яка покриває аксон або всю нервову клітину. Може виникнути втрата чутливості, м'язевого контролю, тонусу м'язів і можлива втрати м'язової маси, внаслідок того, що м'язи не стимулюються пошкодженими нервами.
Дисфункція єдиного нерва, як наприклад, загального малогомілкового нерва, називається мононейропатія. Мононейропатія означає пошкодження нерва в одній ділянці. Тим не менше, різні стани можуть також викликати пошкодження одного нерва.
Поширені причини пошкодження малогомілкового нерва включають наступні:
- Травматичне пошкодження коліна
- Перелом малогомілкової кістки
- Використання щільного гіпсу (або інші тривалі стиснення) нижньої частини ноги
- Часті схрещування ніг
- Часте носіння високих чобіт
- Натиск на коліно під час глибокого сну або коми
- Тривалий період відпочинку на ліжку
- Перелом кістки ноги[6]

Пошкодження загального малогомілкового нерва частіше виникає в осіб:
- У дуже худих (наприклад, при анорексії)
- Які мають такі стани, як діабетична невропатія або вузликовий поліартрит
- Хто підлягає враженню певними токсинами, які можуть пошкодити загальний малогомілковий нерв

Тривалий тиск на нерв може виникнути через:
- Сидяче положення
- Тромби, пухлини
- Закидування ноги на ногу, що призводить до стиснення[7]

## Діагноз
При частковому параліч нерва, понад 80 % пацієнтів повністю одужують.
При повному парезі нерва, менше 40 % пацієнтів повністю одужують. Якщо причина парезу малогомілкового нерву встановлена, то відновлення буде кращим, ніж при невідомій причині.
Обстеження проводяться за наступних обставин:
- При огляді підозрюється поперекова радикулопатія
- Можливе звисання стопи
- Втрата чутливості, яку важко чітко визначити через варіабельність і невеликі автономні зони чутливості
- Тунельний симптом над шийкою малогомілкової кістки, що може допомогти локалізувати місце здавлення нерва
- Проведення прямої компресії викликає нервові симптоми

### Електроміографія
Електроміографія використовується для обстеження паралічу малогомілкового нерва протягом одного місяця після пошкодження. І якщо це частковий параліч малогомілкового нерва, пацієнти мають високі шанси повністю відновитися. Понад 70-80 % пацієнтів з частковим паралічем повністю одужують, та пацієнти з повним паралічем мають шанси на повне одужання менше ніж 30 відсотків. Якщо симптоми зовсім не покращуються протягом декількох місяців, необхідне хірургічне втручання для декомпресії стисненого нерва.

### Швидкість нервової провідності
Швидкість нервової провідності є важливим аспектом дослідження нервової провідності. Це швидкість, при якій електрохімічний імпульс поширюється вниз по нервовому шляху. Швидкість проведення вражається внаслідок широкого спектра факторів, включаючи вік, стать та різні медичні стани. Дослідження дозволяють краще проводить діагностику різних невропатій, особливо демієлінізуючих станів, так як ці стани призводять до зниження швидкості проведення. Для визначення швидкості проведення імпульсу по нерву, поверхні електродів накладаються на шкіру поверх нервів в різних місцях. Кожен патч посилає електричні імпульси, які стимулюють нервові. Сумарна електрична активність нерва фіксується іншими електродами. Відстань між електродами і час, необхідний для передачі електричних імпульсів між електродами використовуються для визначення швидкості нервових сигналів.

### МРТ
МРТ (магнітно-резонансна томографія) сканування — це метод візуалізації, який використовує потужні магніти і радіохвилі для створення зображень тіла. Він не використовує променеве випромінювання. Одне МРТ зображення називається зрізом. Зображення можуть бути збережені на комп'ютері або надруковані на плівці. Одне обстеження виробляє десятки, а іноді сотні зображень. МРТ використовується лікарями для визначення позиції і місця пошкодження малогомілкового нерва.

## Профілактика
Необхідно уникати тривалого тиску на задню або бічну частину коліна та правильно лікувати травми ноги або коліна. Якщо гіпс, пов'язка, бандаж або чи тиск на гомілку чимось іншим викликає відчуття тісноти чи оніміння, потрібно викликати медпрацівника.
- Уникайте перехресту ніг
- Рухайтеся активно і часто
- Попередьте лікаря, при відчутті оніміння на нозі при накладанні гіпсової пов'язки

## Лікування
Чіткі знання про протяжність і точну локалізацію пошкодженого нервового сегмента має важливе значення для хірургічного втручання. З одного боку, повна передопераційна інформація про загальний стан травмованого нерва (стан нервової і периневральної тканини) є важливою, оскільки дослідження при огляді нерва може призвести до додаткових випадкових пошкоджень. З іншого боку, якщо хірург в ході реконструкції колінної зв'язки, оглядає нерв тільки в місці найбільш ймовірного ушкодження (обмеженого невролізу), він або вона може іноді випадково зачепити здорову частину нерва. При механізмі пошкодження нерва під час тракції, як би там не було, більш проксимальний чи дистальний сегмент нерва може бути серйозно пошкодженим. Обмежений огляд нерва без передопераційної інформації про місце пошкодження нерва може створювати помилкове враження про непошкоджений нерв і помилкового консервативного лікування пошкодження нерва. Якщо немає ніякого неврологічного поліпшення через 2-3 місяці після травми, показана хірургічна декомпресія. Хірургічні операції, такі як пересадка зв'язки обов'язкові.

### Пересадка сухожилля
Багато різних станів можуть бути вилікуваними операцією по заміні сухожилля. Операція по пересадці сухожилля необхідна при втраті певної функції м'яза через пошкодження нерва. Якщо нерв пошкоджений і не може бути відновленим, то нерв не передає сигнали на певні м'язи. Ці м'язи паралізуються м'язи і їх функція втрачається. Операція по пересадці сухожилля може бути використана, як спроба заміни цієї функції. Серед поширених пошкоджень нерва, які лікуються операцією по пересадці сухожилля є травми спинного мозку, променевого нерва, ліктьового нерва, чи серединного нерва. При пересадці сухожилля шанси на вилікування плегії нерва більш високі, і така пересадка включає задню, передню і передньо-задню пересадку сухожилля великогомілкового м'яза. Малогомілковий нерв і його гілки нерва повинні бути фіксовані від притискання до проксимального відділу малогомілкової кістки, протяжність проксимальної частини малогомілквої кістки становить близько 3~5 см.

### Сухожильний автотрансплантат
Графтінг — це хірургічна процедура переміщення тканини з однієї ділянки тіла на іншу, або від іншої людини, без перенесення його власного кровопостачання разом з тканиною. Навпаки, нове кровопостачання покращується після переміщення. Подібна техніка, де трансплантаційна тканина переноситься разом з судинами називається флепом.

### Ендопротезування
Ендопротезування коліна широко застосовується для лікування дислокацій коліна та опорно-рухового апарату. Це обов'язкова процедура, яка робиться для усунення болю і відновлення функції суглоба після пошкодження внаслідок артриту чи іншого типу травми. Однак, є серія доповідей, що ендопротезування погіршує стан малогомілкового нерва, викликаючи параліч. Інші варіанти артропластики включають в себе резекційну артропластику, артропластику по заміні поверхні суглоба, ендопротезування чашки, силіконову заміну суглоба та ін.